# ویرا پوسپیشیلووا-تسخلووا
ویرا پوسپیشیلووا-تسخلووا (چکی: Věra Pospíšilová-Cechlová؛ زادهٔ ۱۹ نوامبر ۱۹۷۸) پرتاب‌گر دیسک اهل جمهوری چک بود.
وی در مسابقات کشوری و بین‌المللی در مجموع برندهٔ ۲ مدال برنز شده‌است.